# Borja Mayoral
Borja Mayoral Moya (Parla, 5 aprile 1997) è un calciatore spagnolo, attaccante del Getafe.

## Biografia
Cresciuto in una famiglia di umili origini, è affetto da diabete.

## Caratteristiche tecniche
Mayoral è un centravanti potente con una buona stazza che gli permette di difendere la palla spalle alla porta. Di piede destro, sa calciare pure col sinistro e la sua velocità lo rende imprevedibile in area di rigore. Attaccante moderno, dispone di buon fiuto del gol e agilità.

## Carriera

### Club

#### Real Madrid
Entrato a far parte delle giovanili del Real Madrid nel 2007, Mayoral si mette in luce nell'edizione 2014-2015 della UEFA Youth League, in cui mette a segno 7 reti. A partire dal 2015 viene aggregato alla filiale del club, il Real Madrid Castilla.
Fa il suo esordio ufficiale in prima squadra il 31 ottobre 2015, sostituendo Toni Kroos nei minuti finali del match casalingo di Liga BBVA contro il Las Palmas. Il 27 febbraio 2016 fa la sua seconda presenza in Liga, entrando a inizio secondo tempo al posto di Benzema, contro l'Atletico Madrid.

#### Prestito al Wolfsburg
Il 20 luglio 2016 viene annunciata la sua cessione in prestito al Wolfsburg, club con il quale scende in campo in campionato in 19 occasioni, mettendo a segno 2 gol, non riuscendo ad ambientarsi.

#### Ritorno al Real e prestito al Levante
Nella stagione 2017-2018 diventa parte della rosa del Real Madrid; il 17 settembre 2017 trova il suo primo gol in Primera División, ai danni della Real Sociedad. Il 28 novembre 2017 segna i suoi primi gol (una doppietta) in Copa del Rey contro il Fuenlabrada. Il 6 dicembre 2017 segna il suo primo gol in competizioni europee: la sua rete nel match di UEFA Champions League contro i tedeschi del Borussia Dortmund sancisce anche la vittoria per 3-2 dei madrileni. A fine annata vince nuovamente la UEFA Champions League, sconfiggendo in finale il Liverpool.
Il 31 agosto 2018 viene ceduto in prestito al Levante. Nonostante una prima stagione con sole 3 reti in 29 presenze, il 29 luglio 2019 il prestito viene rinnovato per un altro anno.

#### Roma
Il 2 ottobre 2020 viene ceduto in prestito biennale alla Roma, dove viene acquistato per ricoprire il ruolo di vice-Džeko. Debutta con i giallorossi 16 giorni dopo in occasione del successo per 5-2 contro il Benevento rilevando Edin Džeko nel finale. Va a segno per la prima volta il 5 novembre seguente nel successo per 5-0 in Europa League contro il Cluj, in cui realizza una doppietta. In campionato realizza la sua prima rete 17 giorni dopo, aprendo le marcature nel successo per 3-0 contro il Parma. Il 6 gennaio 2021 parte titolare contro il Crotone e realizza la sua prima doppietta in campionato con la maglia dei giallorossi, contribuendo alla vittoria finale della partita (1-3). Realizza un'altra doppietta il 23 gennaio nel successo per 4-3 contro lo Spezia, squadra contro cui (4 giorni prima) Mayoral è stato protagonista in negativo in Coppa Italia, causando l'eliminazione dei giallorossi. Sempre in gennaio, a causa dei problemi tra Džeko e l'allenatore dei capitolini Paulo Fonseca, trova maggiore spazio da titolare. Termina la stagione con 10 gol all'attivo in Serie A e 7 in Europa League, in cui contribuisce all'arrivo in semifinale dei giallorossi (in cui sono stati eliminati dal Manchester Utd), segnalandosi per avere realizzato una doppietta nel successo in casa dello Šachtar.
Il 19 agosto 2021, alla sua seconda annata coi capitolini, debutta in Conference League, subentrando al compagno di reparto Eldor Shomurodov nella gara esterna vinta contro il Trabzonspor (1-2). Il 10 dicembre seguente trova la prima rete personale in Conference League nonché la prima rete stagionale, segna di tacco la rete del momentaneo 0-2 ai danni del CSKA Sofia (2-3). Tuttavia lui in questa stagione trova poco spazio, finendo pure in tribuna dopo una prestazione negativa col Bodø/Glimt in Conference League.

#### Getafe
Il 13 gennaio 2022 viene annunciato il suo acquisto a titolo temporaneo da parte del Getafe. Una settimana dopo esordisce in campionato entrando in campo all'84º minuto di gioco della partita interna vinta contro il Granada, in cui realizza la rete del definitivo 4-2.
Il 1º agosto viene invece acquistato a titolo definitivo, per una cifra pari a 10 milioni di euro. Impiegato come titolare durante la stagione, ha realizzato 15 reti in 27 presenze di campionato terminando prematuramente la stagione il 2 marzo 2024 durante il match contro il Las Palmas, in cui si infortuna al menisco del ginocchio sinistro.

### Nazionale
Nell'estate 2015 trionfa, con la nazionale Under-19 spagnola, all'Europeo di categoria, terminando la competizione da capocannoniere con 3 gol all'attivo.
Il 7 ottobre dello stesso anno debutta con la maglia dell'Under-21 spagnola, entrando al minuto 61 al posto di Samu Castillejo, in un match di qualificazione agli Europei del 2017 vinto per 5-2 contro la Georgia, in cui segna anche una rete. Il 22 marzo del 2018 firma una tripletta decisiva in trasferta, nella partita vinta per 5-3 contro l'Irlanda del Nord, valida per la qualificazione, agli Europei del 2019.
Nel giugno 2019 viene convocato per l'Europeo Under-21 in Italia; nel torneo va a segno nei successi contro Polonia (5-0 ai gironi) e Francia (4-1 in semifinale), contribuendo al raggiungimento della finale, poi vinta dagli iberici contro la Germania.

## Statistiche

### Presenze e reti nei club
Statistiche aggiornate al 3 luglio 2025.
| Stagione           | Squadra            | Campionato         | Campionato | Campionato | Coppe nazionali | Coppe nazionali | Coppe nazionali | Coppe continentali | Coppe continentali | Coppe continentali | Altre coppe | Altre coppe | Altre coppe | Totale | Totale |
| Stagione           | Squadra            | Comp               | Pres       | Reti       | Comp            | Pres            | Reti            | Comp               | Pres               | Reti               | Comp        | Pres        | Reti        | Pres   | Reti   |
| ------------------ | ------------------ | ------------------ | ---------- | ---------- | --------------- | --------------- | --------------- | ------------------ | ------------------ | ------------------ | ----------- | ----------- | ----------- | ------ | ------ |
| 2014-2015          | RM Castilla        | SDB                | 5          | 2          | -               | -               | -               | -                  | -                  | -                  | -           | -           | -           | 5      | 2      |
| 2015-2016          | RM Castilla        | SDB                | 29+4       | 15+0       | -               | -               | -               | -                  | -                  | -                  | -           | -           | -           | 33     | 15     |
| Totale RM Castilla | Totale RM Castilla | Totale RM Castilla | 34+4       | 17         |                 | -               | -               |                    | -                  | -                  |             | -           | -           | 38     | 17     |
| 2015-2016          | Real Madrid        | PD                 | 6          | 0          | -               | -               | -               | -                  | -                  | -                  | -           | -           | -           | 6      | 0      |
| 2016-2017          | Wolfsburg          | BL                 | 19         | 2          | CG              | 2               | 0               | -                  | -                  | -                  | -           | -           | -           | 21     | 2      |
| 2017-2018          | Real Madrid        | PD                 | 14         | 3          | CR              | 6               | 3               | UCL                | 4                  | 1                  | SU+SS+Cmc   | 0           | 0           | 24     | 7      |
| ago. 2018          | Real Madrid        | PD                 | -          | -          | CR              | -               | -               | UCL                | -                  | -                  | SU          | 1           | 0           | 1      | 0      |
| 2018-2019          | Levante            | PD                 | 29         | 3          | CR              | 4               | 2               | -                  | -                  | -                  | -           | -           | -           | 33     | 5      |
| 2019-2020          | Levante            | PD                 | 34         | 8          | CR              | 2               | 1               | -                  | -                  | -                  | -           | -           | -           | 36     | 9      |
| Totale Levante     | Totale Levante     | Totale Levante     | 63         | 11         |                 | 6               | 3               |                    | -                  | -                  |             | -           | -           | 69     | 14     |
| set. 2020          | Real Madrid        | PD                 | 2          | 0          | CR              | -               | -               | UCL                | -                  | -                  | -           | -           | -           | 2      | 0      |
| Totale Real Madrid | Totale Real Madrid | Totale Real Madrid | 22         | 3          |                 | 6               | 3               |                    | 4                  | 1                  |             | 1           | 0           | 33     | 7      |
| 2020-2021          | Roma               | A                  | 31         | 10         | CI              | 1               | 0               | UEL                | 13                 | 7                  | -           | -           | -           | 45     | 17     |
| 2021-gen. 2022     | Roma               | A                  | 5          | 0          | CI              | 0               | 0               | UECL               | 6                  | 1                  | -           | -           | -           | 11     | 1      |
| Totale Roma        | Totale Roma        | Totale Roma        | 36         | 10         |                 | 1               | 0               |                    | 19                 | 8                  |             | -           | -           | 56     | 18     |
| gen.-giu.2022      | Getafe             | PD                 | 18         | 6          | CR              | -               | -               | -                  | -                  | -                  | -           | -           | -           | 18     | 6      |
| 2022-2023          | Getafe             | PD                 | 35         | 8          | CR              | 3               | 1               | -                  | -                  | -                  | -           | -           | -           | 38     | 9      |
| 2023-2024          | Getafe             | PD                 | 27         | 15         | CR              | 4               | 2               | -                  | -                  | -                  | -           | -           | -           | 31     | 17     |
| 2024-2025          | Getafe             | PD                 | 24         | 5          | CR              | 3               | 1               | -                  | -                  | -                  | -           | -           | -           | 27     | 6      |
| Totale Getafe      | Totale Getafe      | Totale Getafe      | 104        | 34         |                 | 10              | 4               |                    | -                  | -                  |             | -           | -           | 114    | 38     |
| Totale carriera    | Totale carriera    | Totale carriera    | 282        | 77         |                 | 25              | 10              |                    | 23                 | 9                  |             | 1           | 0           | 331    | 96     |

### Cronologia presenze e reti in nazionale
| Cronologia completa delle presenze e delle reti in nazionale ― Spagna under 21 | Cronologia completa delle presenze e delle reti in nazionale ― Spagna under 21 | Cronologia completa delle presenze e delle reti in nazionale ― Spagna under 21 | Cronologia completa delle presenze e delle reti in nazionale ― Spagna under 21 | Cronologia completa delle presenze e delle reti in nazionale ― Spagna under 21 | Cronologia completa delle presenze e delle reti in nazionale ― Spagna under 21 | Cronologia completa delle presenze e delle reti in nazionale ― Spagna under 21 | Cronologia completa delle presenze e delle reti in nazionale ― Spagna under 21 |
| Data                                                                           | Città                                                                          | In casa                                                                        | Risultato                                                                      | Ospiti                                                                         | Competizione                                                                   | Reti                                                                           | Note                                                                           |
| ------------------------------------------------------------------------------ | ------------------------------------------------------------------------------ | ------------------------------------------------------------------------------ | ------------------------------------------------------------------------------ | ------------------------------------------------------------------------------ | ------------------------------------------------------------------------------ | ------------------------------------------------------------------------------ | ------------------------------------------------------------------------------ |
| 7-10-2015                                                                      | Tbilisi                                                                        | Georgia under 21                                                               | 2 – 5                                                                          | Spagna under 21                                                                | Qual. Europeo Under-21 2017                                                    | 1                                                                              | 61’                                                                            |
| 13-10-2015                                                                     | Santa Cruz de Tenerife                                                         | Spagna under 21                                                                | 1 – 1                                                                          | Svezia under 21                                                                | Qual. Europeo Under-21 2017                                                    | -                                                                              | 85’                                                                            |
| 1-9-2016                                                                       | Castellón de la Plana                                                          | Spagna under 21                                                                | 6 – 0                                                                          | San Marino under 21                                                            | Qual. Europeo Under-21 2017                                                    | -                                                                              | 72’                                                                            |
| 5-10-2016                                                                      | Serravalle                                                                     | San Marino under 21                                                            | 0 – 3                                                                          | Spagna under 21                                                                | Qual. Europeo Under-21 2017                                                    | -                                                                              | 72’                                                                            |
| 10-10-2016                                                                     | Pontevedra                                                                     | Spagna under 21                                                                | 5 – 0                                                                          | Estonia under 21                                                               | Qual. Europeo Under-21 2017                                                    | -                                                                              | 87’                                                                            |
| 11-11-2016                                                                     | Sankt Pölten                                                                   | Austria under 21                                                               | 1 – 1                                                                          | Spagna under 21                                                                | Qual. Europeo Under-21 2017                                                    | -                                                                              | 86’                                                                            |
| 15-11-2016                                                                     | Albacete                                                                       | Spagna under 21                                                                | 0 – 0                                                                          | Austria under 21                                                               | Qual. Europeo Under-21 2017                                                    | -                                                                              |                                                                                |
| 23-3-2017                                                                      | Murcia                                                                         | Spagna under 21                                                                | 3 – 1                                                                          | Danimarca under 21                                                             | Amichevole                                                                     | -                                                                              | 59’                                                                            |
| 27-3-2017                                                                      | Roma                                                                           | Italia under 21                                                                | 1 – 2                                                                          | Spagna under 21                                                                | Amichevole                                                                     | 1                                                                              | 73’                                                                            |
| 23-6-2017                                                                      | Bydgoszcz                                                                      | Serbia under 21                                                                | 0 – 1                                                                          | Spagna under 21                                                                | Europeo Under-21 2017 - 1º turno                                               | -                                                                              |                                                                                |
| 30-6-2017                                                                      | Cracovia                                                                       | Germania under 21                                                              | 1 – 0                                                                          | Spagna under 21                                                                | Europeo Under-21 2017 - Finale                                                 | -                                                                              | 83’                                                                            |
| 1-9-2017                                                                       | Toledo                                                                         | Spagna under 21                                                                | 3 – 0                                                                          | Italia under 21                                                                | Amichevole                                                                     | 1                                                                              | 70’                                                                            |
| 5-9-2017                                                                       | Tallinn                                                                        | Estonia under 21                                                               | 0 – 1                                                                          | Spagna under 21                                                                | Qual. Europeo Under-21 2019                                                    | -                                                                              | 77’                                                                            |
| 10-10-2017                                                                     | Poprad                                                                         | Slovacchia under 21                                                            | 1 – 4                                                                          | Spagna under 21                                                                | Qual. Europeo Under-21 2019                                                    | -                                                                              |                                                                                |
| 9-11-2017                                                                      | Murcia                                                                         | Spagna under 21                                                                | 1 – 0                                                                          | Islanda under 21                                                               | Qual. Europeo Under-21 2019                                                    | -                                                                              | 82’                                                                            |
| 14-11-2017                                                                     | Cartagena                                                                      | Spagna under 21                                                                | 5 – 1                                                                          | Slovacchia under 21                                                            | Qual. Europeo Under-21 2019                                                    | 1                                                                              |                                                                                |
| 22-3-2018                                                                      | Portadown                                                                      | Irlanda del Nord under 21                                                      | 3 – 5                                                                          | Spagna under 21                                                                | Qual. Europeo Under-21 2019                                                    | 3                                                                              | 87’                                                                            |
| 27-3-2018                                                                      | Ponferrada                                                                     | Spagna under 21                                                                | 3 – 1                                                                          | Estonia under 21                                                               | Qual. Europeo Under-21 2019                                                    | 2                                                                              |                                                                                |
| 6-9-2018                                                                       | Cordova                                                                        | Spagna under 21                                                                | 3 – 0                                                                          | Albania under 21                                                               | Qual. Europeo Under-21 2019                                                    | 1                                                                              | 75’                                                                            |
| 11-9-2018                                                                      | Cordova                                                                        | Spagna under 21                                                                | 1 – 2                                                                          | Irlanda del Nord under 21                                                      | Qual. Europeo Under-21 2019                                                    | -                                                                              |                                                                                |
| 11-10-2018                                                                     | Tirana                                                                         | Albania under 21                                                               | 0 – 1                                                                          | Spagna under 21                                                                | Qual. Europeo Under-21 2019                                                    | -                                                                              | 66’                                                                            |
| 16-10-2018                                                                     | Reykjavík                                                                      | Islanda under 21                                                               | 2 – 7                                                                          | Spagna under 21                                                                | Qual. Europeo Under-21 2019                                                    | 1                                                                              | 67’                                                                            |
| 14-11-2018                                                                     | Logroño                                                                        | Spagna under 21                                                                | 4 – 1                                                                          | Danimarca under 21                                                             | Amichevole                                                                     | 3                                                                              | 60’                                                                            |
| 19-11-2018                                                                     | Caen                                                                           | Francia under 21                                                               | 1 – 1                                                                          | Spagna under 21                                                                | Amichevole                                                                     | -                                                                              | 76’                                                                            |
| 21-3-2019                                                                      | Granada                                                                        | Spagna under 21                                                                | 1 – 0                                                                          | Romania under 21                                                               | Amichevole                                                                     | -                                                                              | 72’                                                                            |
| 25-3-2019                                                                      | Algeciras                                                                      | Spagna under 21                                                                | 3 – 0                                                                          | Austria under 21                                                               | Amichevole                                                                     | -                                                                              | 64’                                                                            |
| 16-6-2019                                                                      | Bologna                                                                        | Italia under 21                                                                | 3 – 1                                                                          | Spagna under 21                                                                | Europeo Under-21 2019 - 1º turno                                               | -                                                                              |                                                                                |
| 19-6-2019                                                                      | Reggio Emilia                                                                  | Spagna under 21                                                                | 2 – 1                                                                          | Belgio under 21                                                                | Europeo Under-21 2019 - 1º turno                                               | -                                                                              | 69’                                                                            |
| 22-6-2019                                                                      | Bologna                                                                        | Spagna under 21                                                                | 5 – 0                                                                          | Polonia under 21                                                               | Europeo Under-21 2019 - 1º turno                                               | 1                                                                              | 60’                                                                            |
| 27-6-2019                                                                      | Reggio Emilia                                                                  | Spagna under 21                                                                | 4 – 1                                                                          | Francia under 21                                                               | Europeo Under-21 2019 - Semifinale                                             | 1                                                                              | 63’                                                                            |
| 30-6-2019                                                                      | Udine                                                                          | Spagna under 21                                                                | 2 – 1                                                                          | Germania under 21                                                              | Europeo Under-21 2019 - Finale                                                 | -                                                                              | 72’                                                                            |
| Totale                                                                         |                                                                                | Presenze (2º posto)                                                            | 31                                                                             |                                                                                | Reti (2º posto)                                                                | 16                                                                             |                                                                                |

## Palmarès

### Club
- Coppa del mondo per club: 1

Real Madrid: 2017
- UEFA Champions League: 1

Real Madrid: 2017-2018

### Nazionale
- Campionato d'Europa Under-19: 1

2015
- Campionato d'Europa Under-21: 1

2019

### Individuale
- Capocannoniere dell'Europeo Under-19: 1

2015 (3 reti)
- Capocannoniere della UEFA Europa League: 1

2020-2021 (7 reti, a pari merito con Gerard Moreno, Yusuf Yazıcı, Pizzi)
- Trofeo Zarra: 1

2023-2024